# 중국 뇌

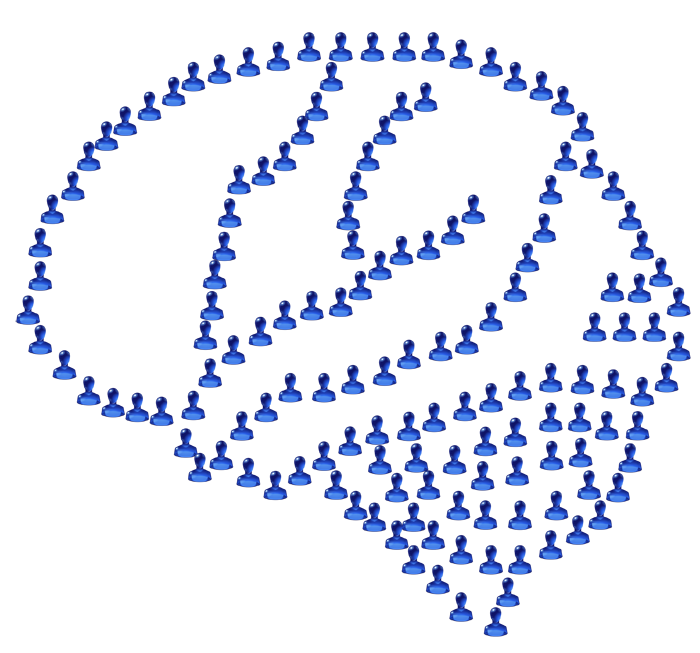
중국뇌

중국 뇌(China brain) 또는 중국인 국가(Chinese Nation) 또는 중국인 체육관(Chinese Gym)은 심리철학에서 중화인민공화국의 각 구성원에게 뉴런을 연결하는 축삭과 수상돌기를 시뮬레이션하기 위해 전화나 무전기를 사용하여 뇌에 있는 하나의 뉴런의 활동을 시뮬레이션하도록 요청하면 어떤 일이 일어날지 고려한다. 이 배열에는 뇌와 같은 방식으로 정신이나 의식이 있을지를 참구한다.
이 시나리오의 초기 버전은 1961년 아나톨리 드네프로프, 1974년 로렌스 데이비스, 그리고 1978년 네드 블록에 의해 다시 제시되었다. 블록은 중국의 두뇌에는 마음이 없을 것이라고 주장하는 반면 대니얼 데닛은 그럴 것이라고 주장한다. 중국의 뇌 문제는 마음이 다른 더 큰 마음 안에 존재할 수 있는지에 대한 보다 일반적인 문제의 특별한 경우이다.
존 설이 분석한 중국어 방 시나리오는 인공지능과 관련된 심리철학의 유사한 사고실험이다. 사람 대신에, 각각은 뇌의 단일 뉴런을 모델링하고, 중국어를 못하는 중국어 방 직원은 중국어로 된 메모를 받아들이고 방에 있는 사람들이 그 메모가 무엇인지 이해하지 못한 채 일련의 규칙에 따라 중국어로 답변을 반환한다. 실제로 소련의 물리학자이자 작가인 아나톨리 드네프로프의 원작 단편 소설 더 게임(The Game, 1961)에는 자루빈 교수가 제안한 "순수한 수학 게임" 등 중국의 두뇌와 중국의 방 시나리오가 모두 포함되어 있다. 이 게임은 "0"과 "1"이라는 단어로만 구성된 문장을 사용하여 서로 소통하는 참가자에게 주어진 특정 규칙 세트를 실행해야 한다. 몇 시간 동안 게임을 하고 나면 참가자들은 점점 피곤해지기 때문에 무슨 일이 일어나고 있는지 전혀 알 수 없다. 한 소녀는 너무 어지러워서 게임이 끝나기 직전에 게임을 떠났다. 다음 날, 자루빈 교수는 참가자들이 누구도 이해하지 못하는 언어인 포르투갈어 "Os maiores resultados são produzidos por – pequenos mas contínuos esforços"로 작성된 문장을 컴퓨터 기계로 번역하는 컴퓨터 기계를 시뮬레이션하고 있다는 사실을 모두에게 흥분하게 밝혔다. 참가자 모두가 이해하는 러시아어 "가장 큰 목표는 사소하지만 지속적인 ekkedt를 통해 달성됩니다"라는 문장이다. 어지러운 소녀가 시뮬레이션을 떠나는 바람에 "노력"이어야 했던 마지막 단어가 잘못 번역된 것이 분명해진다.

## 같이 보기
- 앨런 튜링
- 행동주의
- 데이비드 차머스
- 정물이원론
- 창발
- 기능주의 (심리철학)
- 힐러리 퍼트넘
- 체계 이론
- 중국어 방
- 계산주의